# 羅茲索希 (傑拉日尼亞區)
49°20′35″N 27°29′51″E / 49.34306°N 27.49750°E
羅茲索希（烏克蘭語：Розсохи）是位於烏克蘭西部的村莊，由赫梅利尼茨基州裡赫梅利尼茨基區的德拉日尼亞市鎮負責管轄。該村始建於十七世紀，面積1.34平方公里，海拔高度307米，2001年人口265，人口密度每平方公里197.9人。